# Aalborg Østre Tennisklub
Aalborg Østre Tennisklub er en mindre nordjysk tennisklub beliggende på Østre Allé i den østlige del af Aalborg. På trods af sin størrelse er klubben dog den højst-rangerede tennissklub i Nordjylland med hold i både 1. division og 3. division.
Aalborg Østre Tennisklub blev stiftet i 1889 og er dermed én af Danmarks ældste klubber. Klubben er medlem af JTU (Jyllands Tennis Union), DTF (Dansk Tennis Union), DGI (Danske Gymnastik- og Idrætsforeninger) samt SIFA (Samvirkende Idræts-Foreninger Aalborg). Klubben råder over fire velholdte grusbaner, alle med lys, samt en minitennisbane. Herudover er der et dejligt klubhus med omklædningsfaciliteter, bordtennis, poolbord og opstrengningsmaskine til fri afbenyttelse, samt stor grill i haven, hvis der skal hygges. Der er ca. 150 medlemmer i klubben. 
På seniorniveau er Aalborg Østre Tennisklub klart den førende klub i Nordjylland. I længere tid var det Aalborg Tennisklub (ATK) der spillede førsteviolin, men i de seneste år har Aalborg Østre fået spillet hold op i 1. division, såvel som 3. division i Danmarksturneringen, hvorimod ATK er rykket helt ned i Jyllandsserien. I 2008 rykkede klubbens førstehold for første gang i klubbens historie op i 1. division og er dermed blandt landets 16 bedste tennisklubber. 